# John Moulson
John Moulson (* 25. Juli 1928 in Kansas City, Missouri; † 12. Januar 1994 in Berlin) war ein US-amerikanischer Opernsänger (Tenor).

## Leben
Moulson absolvierte zunächst eine Ausbildung zum Fernsehtechniker. Danach studierte er Gesang bei R. Chalmers in Atlanta. Bei einem Wettbewerb in Bayreuth wurde er von Walter Felsenstein entdeckt.
1961 debütierte er in der Komischen Oper Berlin in Puccinis Tosca (Regie: Götz Friedrich). Er blieb der Komischen Oper über 30 Jahre treu, gastierte aber international, unter anderem zwischen 1969 und 1972 mehrfach an der Königlichen Oper Kopenhagen.
Nachdem er anfangs primär Rollen des lyrischen und Spinto-Fachs übernommen hatte, entwickelte er sich nach und nach zum Charaktertenor.
Moulson war mit der Sopranistin Magdalena Falewicz verheiratet.

## Rollen (Auswahl)
- Don Ottavio (Wolfgang Amadeus Mozart: Don Giovanni)
- Cavaradossi (Giacomo Puccini: Tosca)
- Lukullus (Paul Dessau: Die Verurteilung des Lukullus)
- John Taverner (Peter Maxwell Davies: Taverner)
- Montezuma (Roger Sessions: Montezuma)
- Oedipus (Igor Strawinsky: Oedipus Rex)

## Filmografie
- 1966: Don Giovanni (Theateraufzeichnung)
- 1980: Im  DEFA-Film Heute abend und morgen früh übernahm Moulson eine kleine Nebenrolle als US-amerikanischer Tourist in Ostberlin